# FC Cartagena
Az FC Cartagena, teljes nevén Fútbol Club Cartagena egy spanyol labdarúgócsapat. A klubot 1995-ben alapították, jelenleg a másodosztályban szerepel. A klub székhelye Cartagena.

## Története
A klubot 1995-ben alapították, 2003-ig Cartagonova FC néven szerepelt. A korábbi cartagenai csapat, a Cartagena FC egy ideig a tartalékcsapata volt, 2010 óta azonban ismét független a Cartagena FC-től.

## Jelenlegi keret
| #  |        | Poszt | Név                                      |
| -- | ------ | ----- | ---------------------------------------- |
| 1  | ESP    | K     | Kiko Casilla                             |
| 2  | FRA    | V     | Pascal Cygan                             |
| 3  | ESP    | V     | Manu                                     |
| 4  | ESP    | V     | Txiki                                    |
| 5  | ESP    | V     | Rafael Clavero                           |
| 6  | ESP    | KP    | Mariano                                  |
| 7  | ESP    | V     | Chus Herrero                             |
| 8  | Brazil | KP    | Pedro Botelho (Kölcsönben az Arsenaltól) |
| 9  | ESP    | CS    | Toché                                    |
| 10 | ESP    | KP    | Antonio Longás                           |
| 11 | ESP    | KP    | Ander Lafuente                           |
| 12 | POR    | KP    | Julien Fernandes                         |

| #  |     | Poszt | Név                                        |
| -- | --- | ----- | ------------------------------------------ |
| 13 | ESP | K     | Alejandro Rebollo                          |
| 14 | ESP | CS    | Francisco Maldonado                        |
| 15 | ESP | V     | Cala (Kölcsönben a Sevillától)             |
| 16 | ESP | KP    | Toni Moral                                 |
| 17 | ESP | KP    | Jordi Pablo (Kölcsönben a Málagától)       |
| 18 | ESP | KP    | Keko (Kölcsönben az Atlético de Madridtól) |
| 19 | ESP | KP    | Iñaki Muñoz                                |
| 20 | ESP | CS    | Asier Goiria                               |
| 21 | ESP | CS    | Víctor                                     |
| 22 | ESP | KP    | Miguel Ángel                               |
| 23 | ESP | V     | Unai Expósito                              |
| 24 | ESP | V     | Pablo                                      |

## Az egyes szezonok
| Szezon  | Osztály    | Poz. | Copa del Rey |
| ------- | ---------- | ---- | ------------ |
| 1995/96 | Preferente | —    |              |
| 1996/97 | 3ª         | 1.   |              |
| 1997/98 | 3ª         | 1.   |              |
| 1998/99 | 2ªB        | 2.   |              |
| 1999/00 | 2ªB        | 8.   |              |
| 2000/01 | 2ªB        | 13.  |              |
| 2001/02 | 2ªB        | 12.  |              |
| 2002/03 | 2ªB        | 11.  |              |

| Szezon  | Osztály | Poz. | Copa del Rey |
| ------- | ------- | ---- | ------------ |
| 2003/04 | 2ªB     | 15.  |              |
| 2004/05 | 2ªB     | 13.  |              |
| 2005/06 | 2ªB     | 1.   |              |
| 2006/07 | 2ªB     | 5.   |              |
| 2007/08 | 2ªB     | 8.   |              |
| 2008/09 | 2ªB     | 1.   |              |
| 2009/10 | 2ª      | 5.   | Harmadik kör |
| 2010/11 | 2ª      |      | Második kör  |

## Ismertebb játékosok
| - Daniel Mayo - Federico Azcárate - Marcelo Verón - Marcelo Kobistyj - Maximiliano Zanello - Diego Gottardi - Mauricio Levato - Walter Pico - Norberto Huezo - Juvenal Edjogo - Sergio Barila - Romain Rambier - Philippe Toledo - Mickaël Marsiglia | - Víctor - Manuel Almunia - Keko - Santiago Carpintero - José Etxarri - Natalio - Miki Roque - Rubén Martínez - Juan Carlos Castilla - Jesús Tato - Mariano González - Carlos Carmona - Sergio Fernández - Daniel Veiras - Darío Buzzi |

## Ismertebb edzők
- José Murcia
- David Vidal

## Külső hivatkozások
- Hivatalos weboldal (spanyolul)